# Écomusée industriel des Forges d'Inzinzac-Lochrist
L'écomusée industriel des Forges d'Inzinzac-Lochrist situé à Inzinzac-Lochrist, dans le Morbihan, en Bretagne, est une structure culturelle dont le but est de conserver la mémoire ouvrière des Forges d'Hennebont, qui ont fonctionné de 1860 à 1966. Sous l'impulsion de Gisèle Le Rouzic, cet écomusée a vu le jour en 1981, en réaction à la destruction des bâtiments des Forges. Implanté dans un ancien bâtiment des Forges, il était couplé jusqu'en 2002 à la Maison de l'eau, aujourd'hui fermée au public.
Installé dans l'ancien laboratoire des Forges d'Hennebont, l'écomusée présente, en s'appuyant sur de nombreux documents et objets, la fondation des Forges, les mouvements syndicaux, les grèves, les Forges pendant la Seconde Guerre mondiale, les aspects techniques du travail dans les Forges, etc.

## Histoire des Forges

### Origine
La première usine est fondée en 1860 par les frères Trottier, originaires d’Angers. L'implantation à Lochrist est motivée par les atouts du territoire : la présence du Blavet, qui fait la liaison avec les ports d’Hennebont et de Lorient ; la proximité de forêts exploitées par la scierie ; et la main d’œuvre locale abondante et peu chère. 
En 1882, la Société générale des cirages français rachète les Forges. Henri Trottier reste directeur et c’est son fils, Jules Trottier, qui prend sa place. 

### Apogée
Sous la direction de Camille-Horace Herwegh (directeur de 1912 à 1938), les usines sont modernisées, entraînant une forte hausse de la production. 
À la veille de la Seconde Guerre mondiale, les forges emploient plus de 3 000 ouvriers.

### Fermeture
Si la Première Guerre mondiale a été favorable à la production des Forges, la Seconde Guerre mondiale a un impact plus négatif. Beaucoup d'ouvriers sont appelés en Allemagne pour le service du travail obligatoire (STO), tandis que le charbon et les péniches de l'entreprise sont réquisitionnés pour participer à l'effort de guerre. La production des usines chute alors de manière radicale.
Déjà affaiblies par la guerre, les Forges d'Hennebont souffrent dans les années 1950 de la modernisation rapide des grands sites industriels du Nord de la France et de l’Allemagne. Les usines ne parviennent plus à leur faire concurrence. En 1966, malgré de longues grèves et manifestations, les usines ferment définitivement laissant  1 350 employés au chômage.

## Travail de mémoire
La destruction des usines commence dans les années 1970. En 1972, une association se forme, visant à la conservation de la mémoire ouvrière. Ses membres sauvent bon nombre d’outils et d'archives encore présents dans les bâtiments. Les ouvriers font également don de leurs outils, objets personnels et costumes pour alimenter les collections du futur écomusée des Forges. 
Aujourd'hui la collection compte environ 3 000 photographies et autant d'objets (outils et machines des Forges, instruments de navigation, costumes traditionnels, objets du quotidien).

### La Maison de l’eau
À partir de juillet 1985, l'écomusée des Forges est couplé à la Maison de l’Eau, qui couvre la thématique de l’écosystème et des transports fluviaux. Les Forges ont en effet bénéficié de la présence du Blavet pour le transport des marchandises et la production d'électricité. Ce second musée, abrité dans l'ancienne maison du garde des Forges, est aujourd'hui fermé au public.

### Gisèle Le Rouzic (1939-2015)
Fondatrice et première directrice de l’écomusée, Gisèle Le Rouzic est fille d’un ouvrier des Forges, Joseph Le Rouzic. Elle quitte Lochrist au cours de ses études pour devenir professeure. À son retour, elle est très émue par la destruction des Forges. Elle va effectuer un long travail de recherche et de conservation de cette mémoire ouvrière (notamment par le recueil de témoignages oraux). Aidée des membres de l'association des Amis et de ses élèves, elle s'entretient longuement avec les anciens des Forges qui acceptent de répondre à ses questions.
En 1984, elle publie trois livres qui reprennent ces témoignages, mêlés à ses propres souvenirs d'enfant et à des éléments relevant d'un travail de recherche historique : La Montagne des Forges d'Hennebont, Voyage aux Forges d'Hennebont et La Bataille des Forges d'Hennebont.

### L'écomusée
Situé dans l’ancien laboratoire des Forges, où étaient pratiqués des tests chimiques sur les tôles, l’écomusée des Forges ouvre ses portes en 1981, grâce au travail de l’association des Amis de l’écomusée. Ces derniers bénéficient du soutien du maire de l'époque, Jean Giovannelli.
Le ministre de la culture Jack Lang inaugure officiellement l'écomusée en avril 1985.

### Localisation
L'écomusée est installé à Inzinzac-Lochrist, côté Lochrist, dans l'ancien laboratoire des forges, sur le mail François-Giovannelli, qui longe le Blavet.
Contrairement à ce que pourrait laisser croire leur nom, les Forges d'Hennebont n'étaient donc pas situées côté Hennebont.

## Aujourd’hui

### Gestion et ouverture
En 2002, l’écomusée bénéficie de la reconnaissance de l'État avec l’appellation Musée de France. Il passe en gestion municipale en 2006.
Aujourd'hui, il est ouvert aux groupes toute l'année et aux visiteurs individuels d'avril à début novembre, ainsi qu'au début des vacances de Noël. Différentes animations et actions culturelles sont régulièrement proposées, complétant les traditionnelles visites guidées.

### Bâtiments des Forges visibles
Après la fermeture, les bâtiments, ainsi que les logements ouvriers sont vendus ou détruits. Restent aujourd’hui :
- la charpenterie (devenue l'une des salles municipales de la ville) ;
- le manoir de Kerglaw (la médiathèque actuelle) ;
- le manoir Locqueltas (propriété privée) ;
- les laminoirs (qui abrite encore des entreprises en activité) ;
- l'atelier de galvanisation dit « Halle de Locastel » (centre nautique) ;
- le laboratoire des Forges (écomusée d'Inzinzac-Lochrist).

### Expositions temporaires passées
- 2000. « Les Forges d’Europe », exposition d’avril à octobre 2000, divisée en deux thèmes : « L’Europe industrielle et commerciale de la Compagnie mère des Forges d’Hennebont » et « L’Europe républicaine des Herwegh, artistes et ingénieurs ».
- 2001. Vernissage de la maquette « La vallée des Forges ».
- 2002. Sculptures d'art contemporain présentées par l’association Art-fusion.
- 2003. « État d’enquête sur l’imprimerie-métal », exposition sur l’imprimerie des Forges 1.
- 2004. Exposition sur l’imprimerie des Forges 2.
- 2005. « Les métiers du bois aux Forges », exposition sur le travail du bois et son utilisation aux Forges.
- 2006. « Histoires d’usine : 1906-1936-1966 », témoignages oraux et photographies de Jean Chenu sur ces trois années de mouvement social important.
- 2007. « Autour du Blavet », exposition sur la vie et l’économie autour du Blavet, d’Hennebont à Pontivy.
- 2008. Photographies d’Yves Berrier, photographe professionnel de Surzur spécialisé dans le patrimoine industriel.
- 2009. « Villages des Forges », exposition type historique sur le territoire des Forges et ses différentes entités.
- 2010. « Sculptures animées », sculptures en métal animé de Valentin Malartre.
- 2011. « Loisirs en pays des Forges », exposition sur les loisirs aux Forges : pêche, sports, jeux d’enfants, fanfares.
- 2012. « Traits pour traits », exposition d’Annick Lécuyer de réalisations contemporaines conçues à partir des plans des Forges.
- 2013. « Les femmes au travail », exposition de photographies des femmes au travail au début du XXe siècle et de tableaux de l’artiste Myam. L'exposition était couplée à un cycle de conférences.
- 2014. « L’habitat usinier en Bretagne », exposition de photographies sur les sites industriels bretons.
- 2015. « Habiter le temps », exposition de Solenn Nicolazic, artiste plasticienne.
- 2016. « Forger une patine au temps », sculptures contemporaines en métal de Daniel Tihay.
- 2017. « Une année, des anneaux  », costumes de Bretagne de la fin du XIXe siècle et du début du XXe. Exposition prêtée par le cercle celtique Kendalc’h.
- 2018. « Enfances d’hier et d’aujourd’hui, d’ici et d’ailleurs  », panneaux comparant le travail des enfants aux Forges et celui actuel dans les pays étrangers, en partenariat avec l’Unicef.
- 2019. « Émouvant mouvement  », sculptures contemporaines, en partie animées, de trois artistes : Hartmut Raasch, Gael Rouxeville et Alain Brouard.
- 2020. « Femmes entre publicité et traditions », une salle avec prêt de boîtes en fer blanc par un collectionneur (P. Hellegouarc’h) ; une autre salle avec des panneaux faisant le portrait de femmes qui s’illustrèrent dans des arts en transmettant la tradition.